# Als je me wil
Als je me wil is een nummer van de Belgische band Clouseau uit 1992. Het is de vierde single van hun vierde studioalbum Doorgaan.
"Als je me wil" leverde Clouseau een kleine hit op in België. Het nummer bereikte de 29e positie in de Vlaamse Radio 2 Top 30. In Nederland deed de plaat niets in de hitlijsten.

## Tracklijst
- 7"

1. "Als je me wil" - 3:45
2. "Alarm" - 3:17